# Chris Brown (álbum)
Chris Brown é o álbum de estreia do cantor de R&B e hip-hop americano Chris Brown, lançado em 2005. O cantor trabalhou com vários produtores e compositores, Scott Storch, Cool & Dre e Jazze Pha entre eles, comentando que "realmente acredita em "Chris". Brown também teve interações no álbum, co-escrevendo cinco faixas. "Eu escrevo sobre as coisas que jovens de 16 anos passam todos os dias", diz Brown. "Como você ficou em apuros para esconder a sua menina para a casa, ou você não pode dirigir, então você roubar um carro ou algo assim".
O álbum inteiro levou menos de oito semanas para ser produzido.
Lançado em 29 de novembro de 2005, estreou como número dois na Billboard 200, com vendas superiores a 154 mil cópias, Chris Brown se tornou um sucesso comercial com o tempo, vendendo mais de dois milhões cópias nos Estados Unidos, onde foi certificado 3 vezes platina pela RIAA, e 4 milhões de cópias em todo o mundo.
O primeiro single lançado foi "Run It!", que estreou na liderança da Billboard Hot 100, fazendo de Brown o segundo artista a conseguir este feito, o primeiro a conseguir foi Puff Daddy em 1997. Outros três singles do álbum foram lançados, "Yo (Excuse Me Miss)", "Gimme That" e "Say Goodbye" todos alcançaram o Top 20 da Billboard Hot 100. e três milhões de cópias em todo o mundo.

## Singles
- Run It! foi lançado como primeiro single do álbum em 26 de Julho de 2005, foi número um em três países nos Estados Unidos, Austrália e Nova Zelândia, e foi Top 10 em mais 5 países: Irlanda, Reino Unido, Alemanha, Suiça e Finlândia.[8] O single recebeu uma certificação Disco de Platina no Brasil, devido a mais de 100 mil downloads pagos, segundo a ABPD.[9][1]
- Yo (Excuse Me Miss) foi lançado como segundo single e logo alcançou a sétima posição na Billboard Hot 100[10] Também alcançou o Top 10 na Austrália e Nova Zelândia.[11] E foi o segundo single consecutivo a ser certificado pela ABPD, sendo desta vez de ouro.[9]
- Gimme That foi lançado como terceiro single do álbum, conta com a participação do rapper Lil Wayne sua melhor posição foi em 15 na Billboard Hot 100.[10] Foi o terceiro single consecutivo a ser certificado pela ABPD, sendo o segundo de platina.[9]
- Say Goodbye lançado como quarto single se tornou seu terceiro maior sucesso desde Run It! e Yo (Excuse Me Miss) alcançando a décima posição na Billboard Hot 100.[10] Foi o quarto single consecutivo a ser certificado pela ABPD, sendo o terceiro de platina.[9]
- Poppin' foi o quinto single e não teve grande repercussão alcançando a quadragésima posição nos Estados Unidos.[10] Foi o quinto single consecutivo a ser certificado pela ABPD, sendo o quarto de platina.[9]
- What's My Name com Noah foi lançado como sexto single no Brasil, e foi certificado de platina.[9][3] e três milhões de cópias em todo o mundo.[4]

## Recepção da Crítica
| Críticas profissionais | Críticas profissionais |
| Avaliações da crítica  | Avaliações da crítica  |
| Fonte                  | Avaliação              |
| ---------------------- | ---------------------- |
| Allmusic               | [ 12 ]                 |

"Chris Brown" recebeu várias críticas ruins ao ser chamado de Michael Jackson de má reputação, é claramente uma estratégia para tornar-se famoso. O single Run It! foi comparado com Yeah! de Usher, foi lançado, e foi direto para o topo da Billboard Hot 100 e se tornou o primeiro single de um artista masculino a estrear naquele local. Isso não é coisa pequena, Nem o Usher conseguiria este feito. Andy Kellman da All Music escreveu: [Chris] é o Usher com apenas 16 anos. Ele não costuma tentar soar mais difícil ou mais demonstrativo do que o necessário, ao contrário de muitos cantores de sua idade que surgiram durante o final dos anos 90 e início de 2000, e ele raramente ultrapassa o tipo de território romântico que a maioria dos adolescentes não conseguem encontrar. Resistência vem, em vez de batidas, sejam elas fornecidas pelo Underdogs, Dre & Vidal, Cool & Dre, ou o excesso de trabalho Storch.
 e três milhões de cópias em todo o mundo.

## Lista de Faixas
| Edição padrão  |                                                   |                                                                                               |         |  |
| N.º            | Título                                            | Compositor(es)                                                                                | Duração |  |
| 1.             | "Intro"                                           | Christopher Brown, Edmund Clement                                                             | 0:56    |  |
| 2.             | "Run It!" (com Juelz Santana)                     | Scott Storch, Sean Garrett                                                                    | 3:49    |  |
| 3.             | "Yo (Excuse Me Miss)"                             | Johntá Austin, Andrew Harris, Vidal Davis                                                     | 3:49    |  |
| 4.             | "Young Love"                                      | Vinnie Barrett, Antonio Dixon, Bobby Eli, Keri Hilson, Harvey Mason Jr., J. Que, Damon Thomas | 3:38    |  |
| 5.             | "Gimme That"                                      | Storch, Garrett                                                                               | 3:06    |  |
| 6.             | "Ya Man Ain't Me"                                 | Erik Dawkins, Dixon, Thomas, Mason, Steve Russell, Durrell Babbs                              | 3:34    |  |
| 7.             | "Winner"                                          | Brown, Bryan-Michael Cox, Kendrick Dean, Adonis Shropshire                                    | 4:04    |  |
| 8.             | "Ain't No Way (You Won't Love Me)"                | Garrett, Warren Felder, Zhang Fu-Quan                                                         | 3:23    |  |
| 9.             | "What's My Name" (com Noah)                       | Brown, Andre Lyon, Marcello Valenzano, Stephens Noah                                          | 3:52    |  |
| 10.            | "Is This Love?"                                   | Dawkins, Dixon, Mason, Russell, Thomas                                                        | 3:17    |  |
| 11.            | "Poppin'"                                         | Austin, Harris, Davis                                                                         | 4:25    |  |
| 12.            | "Just Fine"                                       | Brown, Daniel Glass, Bennett, Michael Winans, Peter Zora, Shannon Lawrence                    | 3:52    |  |
| 13.            | "Say Goodbye"                                     | Cox, Dean, Shropshire                                                                         | 4:49    |  |
| 14.            | "Run It!" ((Remix) (com Bow Wow e Jermaine Dupri) | Jermaine Dupri, Garrett, Shad Moss, Storch                                                    | 4:04    |  |
| Duração total: | Duração total:                                    | Duração total:                                                                                | 46:33   |  |

## Posições
| Parada musical (2005)                     | Melhor posição |
| ----------------------------------------- | -------------- |
| Estados Unidos - Billboard 200            | 2              |
| Estados Unidos - Top R&B/Hip-Hop Albums   | 1              |
| Áustria - Austrian Albums Chart           | 66             |
| Bélgica - Belgian Albums Chart (Flanders) | 47             |
| Países Baixos Dutch Albums Chart          | 47             |
| França - French Albums Chart              | 51             |
| Alemanha - Albums Chart                   | 31             |
| Irlanda - Irish Albums Chart              | 71             |
| Nova Zelândia - New Zealand Albums Chart  | 8              |
| Suíça - Swiss Albums Chart                | 18             |
| Reino Unido - UK Albums Chart             | 29             |
| Mundo - United World Chart                | 15             |

| País           | Providor | Certificações                                     |
| -------------- | -------- | ------------------------------------------------- |
| Estados Unidos | RIAA     | Platina e três milhões de cópias em todo o mundo. |
| Reino Unido    | BPI      | Ouro                                              |
| Austrália      | ARIA     | Ouro                                              |
| Nova Zelândia  | RIANZ    | Ouro                                              |